# 哥倫比亞—韓國關係
哥倫比亞—韓國關係（韓語：대한민국-콜롬비아 관계）是指大韩民国和拉丁美洲国家哥伦比亚之間历史上与现代的雙邊關係。在朝鲜战争期间，哥伦比亚为拉丁美洲唯一參战支援韩国的国家，并因此与韩国建立了良好关系；战争结束后，哥伦比亚更于1962年3月10日与韩国建交，此后双边关系友好顺利发展。

## 政治交流
1950年6月25日，朝鲜战争爆发；奉行反共主义的哥伦比亚总统劳雷亚诺·戈麦斯表达了对美国及联合国在朝鲜半岛外交政策的支持，决定派遣军队支援联合国军及大韩民国国军，其后，该国共派出5,000余名士官出兵；在此戰爭期間，哥軍共有213人战死、448多人負傷；尽管如此，哥伦比亚在朝鲜战争出兵支援韩国一事，也成为了日后韩哥双边关系赖以发展的重要动力，至今双方国家仍然经常纪念参战的哥伦比亚士兵。
韩战结束后，哥伦比亚于1962年3月10日与韩国建立正式外交关系；其后双边关系顺利发展，韩国于1971年8月19日在哥伦比亚首都波哥大开设大使馆；而哥伦比亚则于1978年7月在汉城（今首尔）开设大使馆，以促进双边交流；随着韩国经济的腾飞以及政治上的民主转型，韩哥双边关系趋于紧密，哥伦比亚也开始重视韩国，并视其为该国在亚太地区的主要合作伙伴；2011年9月，哥伦比亚总统胡安·曼努埃尔·桑托斯出访韩国，期间，他得到了韩国总统李明博的接见，两国政府同意研拟战略政策，举办企业界人士对话会议，并考虑签订自由贸易协定，两国元首还决定建立韩、哥“战略伙伴关系”。李明博也于翌年出访了哥伦比亚，成为韩、哥建交以来首个出访该国的总统，他也在访问期间表达了对哥伦比亚参加韩战的感谢，不少当年参加韩战的哥伦比亚士兵及他们的家属也对李明博的来访表示了欢迎。2015年4月，朴槿惠也出访了哥伦比亚，期间双方签署了15项经济领域的谅解备忘录，韩国计划以哥伦比亚等国为跳板，推动与拉丁美洲的电子商务业发展；并促进该国企业参与哥伦比亚基础设施的建设。

## 经贸交流
进入20世纪90年代后，韩国与包括哥伦比亚在内的拉丁美洲各国的经贸联系有了显著的加强；哥伦比亚不仅视韩国为该国产品进入亚太诸国的桥头堡，也致力于成为韩国进入拉丁美洲的门户国家。在1990年，两国贸易总额仅为7037.4万美元:61-62，以后随着韓國—哥倫比亞自由贸易协定的签署生效等因素的影响，双边贸易额也有了大幅的增长。据經濟複雜性研究中心统计，2021年，韩国共向哥伦比亚出口9.66亿美元，主要出口产品有合成树脂、汽车、冰箱、洗衣机等，科技含量相对较高:61-62；同年，哥伦比亚则向韩国出口了5.94亿美元，主要出口煤炭、铜及咖啡等初级产品和原材料。尽管如此，哥伦比亚还是有不少工会及制造业者对政府与韩国签署的自由贸易协定表示不满，并认为韩国工业产品的大量流入，会导致哥伦比亚的工业产品难以与韩国产品公平竞争:72。
与此同时，因为实施贸易自由化及私有化政策，加之政局趋于稳定，哥伦比亚也开始引起韩企的兴趣，2010年7月签署的保护和促进投资协定以及2012年签署的，为韩、哥两国间的相互投资提供了法理依据；现时韩国也已经成为哥伦比亚最大的投资国之一，不少韩国大型企业皆在该国拥有投资项目。

## 人文交流
长期以来，韩国感念哥伦比亚参加韩战的情誼，两国也分别在哥伦比亚国防大学、韩国首尔市的战争纪念馆和平广场建造了纪念碑，以纪念当年前赴朝鲜半岛前线作战的哥伦比亚军人。除此之外，随着韩国文化软实力的增强，韩流文化也开始在哥伦比亚产生影响力，韩语及K-POP等开始在哥国变得流行起来，韩国也在哥伦比亚开设了世宗学堂，以為該國學生提供韩语教育。韩国的迅速崛起，也让哥伦比亚国内出现了一些借鉴韩国经济改革以及教育发展领域经验的呼声。